# Gentleman Jack (serial telewizyjny)
Gentleman Jack – brytyjski serial obyczajowo-historyczny, emitowany przez telewizję HBO od 22 kwietnia 2019 roku (premiera w USA, premiera w Wielkiej Brytanii 19 maja); koprodukcja HBO i BBC One. 23 maja 2019 r. zapowiedziano premierę drugiego sezonu.

## Fabuła
Serial przedstawia losy Anne Lister, dziedziczki starego brytyjskiego rodu. Kobieta jest zdeterminowana, aby przywrócić dawną świetność swojej posiadłości Shibden Hall. Aby to zrobić, musi ponownie otworzyć kopalnię węgla i zaaranżować sobie dobre małżeństwo. Ubrana od stóp do głów na czarno, charyzmatyczna i uparta Anne nie zamierza jednak wychodzić za mąż za mężczyznę. W zgodzie ze swoją naturą postanawia wziąć ślub z kobietą. Nie może być to jednak zwykła osoba. Jej wybranka musi być nieziemsko bogata.

## Obsada[1]
- Suranne Jones jako Anne Lister
- Joe Armstrong jako Samuel Washington
- Jessica Baglow jako Rachael Hemingway
- Amelia Bullmore jako Eliza Priestley
- Rosie Cavaliero jako Elizabeth Cordingley
- Albane Courtois jako Eugénie Pierre
- Peter Davison jako William Priestley
- Shaun Dooley jako Jeremiah Rawson
- Vincent Franklin jako Christopher Rawson
- Thomas Howes jako John Booth
- Ben Hunter jako Joseph Booth
- Gemma Jones jako ciotka Anne Lister
- Lydia Leonard jako Marianna Lawton
- Tom Lewis jako Thomas Sowden
- Jodhi May jako Vere Hobart
- Sophie Rundle jako  Ann Walker
- Mason Sutcliffe jako Alf Sowden
- Timothy West jako Jeremy Lister
- Gemma Whelan jako Marian Lister

## Lista odcinków[2]
| Sezon | Sezon | Odcinki | Oryginalna emisja   | Oryginalna emisja  | Oryginalna emisja | Oryginalna emisja |
| Sezon | Sezon | Odcinki | Premiera sezonu     | Finał sezonu       | Premiera sezonu   | Finał sezonu      |
| ----- | ----- | ------- | ------------------- | ------------------ | ----------------- | ----------------- |
|       | 1     | 8       | 22 kwietnia 2019 r. | 10 czerwca 2019 r. | 23 kwietnia 2019  | 11 czerwca 2019   |

## Nominacje do nagród

### Światowa Akademia Muzyki Filmowej
2019
- WSA - Najlepszy telewizyjny kompozytor roku  Murray Gold także za: Rok za rokiem (2019)[8]